# جوشوا ماركيز
جوشوا ماركيز (بالإنجليزية: Joshua Marquis)‏ هو محامي أمريكي، ولد في 1952.

## وصلات خارجية
- الموقع الرسمي